# Hyundai World Rally Team
El Hyundai World Rally Team va ser una escuderia de ral·lis que participà en el Campionat Mundial de Ral·lis des del 2000 fins al 2003. Competien amb un Hyundai Accent WRC. Hi havia plans per a tornar durant el 2006, però no es van complir.
Finalment l'equip retorna a la competició amb una segona etapa l'any 2014 amb el Hyundai i20 WRC.
L'equip ha guanyat el Campionat Mundial de Constructors els anys 2019 i 2020, mentre que el Campionat Mundial de Pilots l'han guanyat en una ocasió, al 2024 amb Thierry Neuville.

## Història

### Primera Etapa (1998-2003)
Hyundai va entrar als ral·lis competint a la classe F2 del Campionat Mundial de Ral·lis els anys 1998 i 1999 amb el model Coupé. Durant el setembre de 1999, Hyundai va començar a desenvolupar el Hyundai Accent WRC. El Hyundai World Rally Team va debutar en el ral·li de Suècia de 2000 i va aconseguir entrar en els deu millors al ral·li de l'Argentina, on Alister McRae i Kenneth Eriksson van finalitzar setè i vuitè, respectivament. Eriksson més tard va aconseguir la cinquena plaça al ral·li de Nova Zelanda i quart al ral·li d'Austràlia. El 2001, Hyundai va treure una nova evolució del seu Accent WRC, en el qual es va intentar millorar la fiablilitat, però el disseny del cotxe no era bo per competir amb els quatre grans equips (Ford, Mitsubishi, Peugeot i Subaru). No onbstant, el millor resultat d'aquesta temporada va ser a l'última cursa, el ral·li de Gal·les quan McRa va finalitzar quart i Eriksson sisè.
Per a la temporada 2002, Huyndai va contractar el quatre vegades campió Juha Kankkunen, més els pilots Freddy Loix i Armin Schwarz. La cinquena plaça de Kankkunen a Nova Zelanda va ser el milor resultat, i també van aconseguir superar Skoda i Mitsubishi en la lluita per la quarta posició al campionat de marques. Al setembre de 2003, després d'una temporada amb molts problemes econòmics, Hyundai va anunciar la seva retirada del WRC però amb plans de tornar el 2006, que no es van complir.

### Segona Etapa (2014-actualitat)
Hyundai anuncia el seu retorn al Campionat Mundial per la temporada 2014 amb el Hyundai i20 WRC. Durant els primers anys d'aquest retorn, Thierry Neuville és el pilot elegit per disputar tota la temporada, mentre que els pilots Dani Sordo, Juho Hänninen i Hayden Paddon disputen temporades parcials. Al 2014 Neuville guanya el Ral·li d'Alemanya.
L'any 2016 Neuville aconsegueix acabar el Mundial en segona posició, tan sols per darrere de Sébastien Ogier amb Volkswagen, aconseguint Hyundai també el subcampionat de constructors.
L'any 2017 l'equip canvia el cotxe pel nou Hyundai i20 Coupe WRC. Neuville torna a quedar segon del Mundial i Hyundai segona en el Mundial de constructors. Per la temporada següent s'incorpora a Andreas Mikkelsen com a pilot per disputar la temporada sencera junt a Thierry Neuville, que de nou torna a acabar subcampió.
La temporada 2019 s'incorpora a l'equip Sébastien Loeb per disputar ral·lis de forma puntual, així com a Craig Breen. Neuville torna a quedar segon del Mundial de pilots, però Hyundai aconsegueix guanyar el Mundial de constructors per primera vegada, una fita que es repetiria al 2020, any on s'incorpora a l'equip Ott Tänak.
Al Ral·li Acròpolis de 2022 l'equip aconsegueix una fita històrica quan aconsegueix per primera vegada copar les tres posicions de la prova amb Thierry Neuville primer, Ott Tänak segon i Dani Sordo tercer, tots tres amb el Hyundai i20 N WRC Rally1. Aquella temporada finalitzaria amb Ott Tänak subcampió mundial i Neuville tercer. No obstant, abans de finalitzar la temporada s'anuncia que Ott Tänak i Oliver Solberg no seguirien a la següent campanya amb l'equip.
De cara a la temporada 2023, els dos pilots que disputen la temporada sencera són Thierry Neuville i Esapekka Lappi, mentre que la tercera unitat queda compartida entre Dani Sordo i Craig Breen, el qual retorna a l'equip coreà en substitució de Solberg després d'un any a M-Sport. Malauradament, el 13 d'abril de 2023, Breen, que havia finalitzat segon al Ral·li de Suècia, morí a Polònia mentre realitzava entrenaments preparatius pel Ral·li de Croàcia.
El primer títol de pilots arriba a la temporada 2024, quan Thierry Neuville aconsegueix acabar a lo més alt de la classificació, de fet jugant-se el títol a la darrera prova, el Ral·li del Japó, contra el seu company d'equip Ott Tänak. Malauradament, el títol de cosntructors s'escapa en benefici de Toyota. Aquell any els pilots oficials del equip son Thierry Neuville i Ott Tänak a temporada completa i Andreas Mikkelsen, Esapekka Lappi i Dani Sordo a temporada parcial.

## Palmarès
- Mundial de constructors: 2019 i 2020
- Mundial de pilots: 2024 (Thierry Neuville)

## Pilots destacats
- Juha Kankkunen
- Sébastien Loeb
- Thierry Neuville
- Dani Sordo
- Ott Tänak